# Cantó de Reims-3
El cantó de Reims-3 és un cantó francès del departament del Marne, situat al districte de Reims. Compta amb part del municipi de Reims.

## Municipis
- Reims (part)

## Història
| Data d'elecció                           | Identitat          | Partit                  | Qualitat |
| ---------------------------------------- | ------------------ | ----------------------- | -------- |
| 1945-1951                                | Léon Borgniet      | PCF                     |          |
| 1951-1958                                | Geneviève Détré    | MRP                     |          |
| 1958-1964                                | Pierre Schneiter   | MRP                     |          |
| 1964-1973                                | René Tys           | PCF                     |          |
| 1973-1979                                | Georges Beccue     | Divers droite, app. RPR |          |
| 1979-2004                                | Jean-Marie Beaupuy | UDF                     |          |
| 2004-                                    | Alexandre Tunc     | PS                      |          |
| les dades anteriors no són pas conegudes |                    |                         |          |
|                                          |                    |                         |          |